# Konfeld
Konfeld ist ein Ortsteil der Gemeinde Weiskirchen im Landkreis Merzig-Wadern (Saarland). Bis zum 15. Mai 1936 war die amtliche Schreibweise „Confeld“. Bis Ende 1973 war Konfeld eine eigenständige Gemeinde.

## Geographie
Konfeld liegt im Schwarzwälder Hochwald im Naturpark Saar-Hunsrück. Durch den Ort verläuft die Landesstraße 365.

## Geschichte
Das Dorf wurde im Jahre 1237 erstmals urkundlich erwähnt und zwar in einer Bestätigung des Trierer Erzbischofs Theoderich II. Die heutige Kirche wurde zwischen 1854 und 1857 erbaut. Die Saalkirche ist in die Denkmalliste der Gemeinde eingetragen. Der Vorgängerbau wurde 1852 durch Feuer zerstört. 
Nach dem Zweiten Weltkrieg wurde Konfeld im Juli 1945 Teil der französischen Besatzungszone. Am 18. Juli 1946 wurde von der französischen Militärregierung unter General Kœnig die „Anordnung betreffend Anschluß von Gemeinden an die Verwaltung des Saargebietes“ erlassen. Seitdem gehörte Konfeld zum abgetrennten Saarland.
Im Rahmen der saarländischen Gebiets- und Verwaltungsreform wurde die bis dahin eigenständige Gemeinde Konfeld am 1. Januar 1974 der damals neu gebildeten Gemeinde Weiskirchen zugeordnet und ist seitdem ein Ortsteil und Gemeindebezirk.

## Infrastruktur
Im Ort gibt es einen Kindergarten und eine Grundschule. 